# Philip Herbert (7e comte de Pembroke)
Philip Herbert, 7e comte de Pembroke, 4e comte de Montgomery (1652/53-29 août 1683) est un noble anglais qui succède aux titres et propriétés de deux comtés, le 8 juillet 1674 à la mort de son frère William Herbert (6e comte de Pembroke).
C'est un maniaque et un meurtrier condamné, surnommé « le tristement célèbre comte de Pembroke ». Bien que l'assassinat du magistrat Edmund Berry Godfrey (en) qui déclenche le complot papiste, n'ait jamais été résolu, de nombreuses preuves montrent que Pembroke est le meurtrier.

## Biographie
Baptisé le 5 janvier 1652/53 et élevé dans le Wiltshire à Wilton House, il est le fils de Philip Herbert (5e comte de Pembroke), fils aîné du second mariage de son père avec Katherine Villiers, fille de Sir William Villiers et de son épouse Rebecca Roper. Sa grand-mère paternelle est la première épouse du 4e comte, Susan de Vere ; sa belle-grand-mère est Anne Clifford, fille de George Clifford (3e comte de Cumberland) et veuve de Richard Sackville (3e comte de Dorset). Il est créé Chevalier du Bain lors du couronnement du roi Charles II.
Herbert est bientôt considéré comme mentalement instable, comme son grand-père Philip Herbert (4e comte de Pembroke) : tous deux sont sujets à des crises de folie. Le petit-fils apparaît le plus violent.
Le 8 juillet 1674, à l'âge de vingt-deux ans, Herbert succède à son demi-frère aîné, William, comte de Pembroke et comte de Montgomery. Le 17 décembre de la même année, il épouse Henrietta de Kéroualle, sœur de Louise Renée de Penancoët de Keroual, maîtresse de Charles II. De ce mariage, Herbert a son seul enfant, une fille nommée Charlotte, qui épouse d'abord John Jeffreys, deuxième baron Jeffreys, (fils du célèbre juge pendu) et, en deuxièmes noces, Thomas Windsor. Elle est décédée en 1733. Sa mère était décédée en 1728 après s'être mariée de nouveau avec Jean-Timoléon Gouffier, marquis de Thois.
Pembroke est Custos Rotulorum (« gardien des rôles ») du Pembrokeshire et de Glamorgan à partir de 1674, et Custos Rotulorum et Lord Lieutenant du Wiltshire du 20 mai 1675 jusqu'à sa mort.

## Dossier criminel
Depuis son enfance, surtout lorsqu'il est saoul, il est sujet à des crises de folie meurtrière : il a peut-être hérité son état mental de son grand-père, le 4e comte, connu pour ses attaques soudaines et sans provocation contre ses pairs. Il fut coupable de plusieurs agressions qui auraient pu aboutir à la mort et, en 1677, il faillit tuer un homme en duel.
Le 28 janvier 1678, Charles II, qui n'est pas facilement choqué, le condamne à la tour de Londres « pour avoir tenu des propos aussi horribles et blasphématoires, et d'autres actes prouvés sous serment, qui ne peuvent être répétés dans aucune assemblée chrétienne. » L'une des actions mentionnées est « l'abus du sacrement de la célébration de la Cène. » Pembroke sollicite l'assistance de la Chambre des lords, niant tout ce qui est allégué et priant pour que ses pairs « ne croient pas à l'accusation, ou que votre pétitionnaire soit capable d'un crime aussi horrible ». Les lords demandent alors la libération de Pembroke, bien que sept évêques et le duc d’York soient en désaccord. Le roi libère Pembroke le 30 janvier.
Moins d'une semaine plus tard, le 5 février, un homme appelé Philip Rycault se plaint à la Chambre des lords que Pembroke l'a attaqué dans le Strand. La Chambre ordonne à Pembroke de donner un dédommagement de 2 000 £. À ce moment-là, Pembroke a déjà tué un homme, Nathaniel Cony, qu'il a renversé et tué dans une taverne sans raison apparente. Quelques jours plus tard, un grand jury de Middlesex le met en accusation pour meurtre. Le 4 avril 1678, il est jugé par ses pairs et déclaré non coupable de meurtre (par dix-huit voix contre six), mais coupable d'homicide involontaire. Le privilège de la pairie (c’est-à-dire le droit de ne pas être puni pour la première infraction) lui est accordé et il est libéré moyennant le paiement de tous les frais,. Cependant, le Lord grand intendant James Butler (1er duc d'Ormonde) avertit Pembroke que « sa seigneurie ferait bien de prendre conscience du fait qu’aucun homme ne pourrait bénéficier de ce statut plus qu’une seule fois. » Peu après, Pembroke attaque Charles Sackville, 6e comte de Dorset, avec lequel il est en procès.

### Suspect dans le meurtre de Sir Edmund Godfrey
Le 17 octobre 1678, Sir Edmund Godfrey, président du grand jury qui accuse Pembroke du meurtre de Nathaniel Cony, est retrouvé mort dans un fossé de Primrose Hill, empalé sur sa propre épée. Cette mort inexpliquée entraîne la révolte des catholiques, généralement connue sous le nom de complot Popish. John Dickson Carr, dans un livre sur la mort de Godfrey, examine les preuves contemporaines et conclut que Pembroke a assassiné Godfrey par vengeance. L'historien Hugh Ross Williamson a appuyé cette théorie. Un autre historien, John Philipps Kenyon, soulève certaines difficultés avec cette théorie, mais convient que parmi tous les suspects, Pembroke avait le motif le plus puissant pour tuer Godfrey.

### Son dernier meurtre, dernières années, sa mort
Le 18 août 1680, Pembroke tue William Smeeth, un officier de quart, à la suite d'une soirée arrosée à Turnham Green. Le 21 juin 1681, le grand jury de Middlesex l'accuse à nouveau de meurtre. Comme Ormonde l'avait prévenu, il ne peut plus revendiquer le privilège de la pairie. Il fuit brièvement le pays. À la suite d’une requête adressée au roi et signée par vingt-quatre de ses pairs, il obtient une grâce royale.
Pembroke décède le 29 août 1683 et son frère Thomas lui succède. Il est enterré dans la cathédrale de Salisbury.